# Mozárbez
Mozárbez is een gemeente in de Spaanse provincie Salamanca in de regio Castilië en León met een oppervlakte van 44,85 km². Mozárbez telt 502 inwoners (1 januari 2016).

## Demografische ontwikkeling
Bron: INE, 1857-2011: volkstellingen
Opm.: In 1974 werd de gemeente Cilleros el Hondo aangehecht